# A.M.T.
A.M.T oder auch das AMT ist eine Berliner Electro/Hip-Hop-Gruppe, die 2005 gegründet wurde. Sie spielt vor allem Elektronische Musik und Hip-Hop.

## Bandgeschichte
A.M.T wurde 2005 von der halb-pakistanischen Drehbuch-Autorin Anne Raqia Jabeen Khan (Vocals), dem deutsch-amerikanischen Philosophen Robert Defcon (Vocals, Produktion) und dem kanadischen Experimentalmusiker Dave Bennett (Gitarre) gegründet und verbindet die explizite Sprache des Rap mit politisch linken Aussagen und den Klängen und Grooves des Elektro, Funk und Dub. Ihre durchgängig deutschsprachigen Texte haben u. a. Banküberfälle, Sex-Orgien auf der Arbeitsagentur oder Crack-Konsum zum Thema und sind zuweilen pornografisch oder extrem.
Zur Eröffnung der documenta 12 stellten A.M.T im Juni 2007 im Kasseler Club A.R.M. einen ihrer bislang erfolgreichsten Songs „Hart Durchregieren“ als „neue deutsche Nationalhymne“ vor. Obwohl das Lied aufgrund des expliziten Textes nur wenig im Radio gespielt wurde und dort zu Protesten von Hörern führte, verkaufte das gleichnamige Single-Debüt über 10 000 Einheiten.
Im Rahmen des Pornfilmfestivals Berlin sprachen sich die Musiker am 16. Oktober 2007 mit einem viel beachteten Bed-In im Berliner Hotel Ritz-Carlton am Potsdamer Platz für den Weltfrieden aus.
Mit ihrem Liebesduett „Wüstenwinde“ wurden sie 2008 von den Lesern der Zeitschrift Stern zu den „Stars von Morgen“ gekürt.
Endeten die ersten Auftritte von A.M.T zuweilen abrupt mit aggressiven von Peter Handke inspirierten Publikumsbeschimpfungen, sind ihre Live-Shows heute für humorvolle Moderationen, aufwändige Kostüme, maskierte Tänzerinnen und basslastige Beats bekannt. A.M.T sind mit Größen wie der jamaikanischen Dancehall-Künstlerin Terry Lynn, Simian Mobile Disco und Mitgliedern der Puppetmastaz live auf der Bühne zu sehen gewesen.
Ihr Debütalbum „Brennstoff“ erschien am 23. Oktober 2009 beim Label brdBASSS.

## Stil
Das Markenzeichen der Gruppe sind neben der basslastigen Musik provokante, zuweilen pornografische Texte in Verbindung mit schwarzem Humor, Ironie, hedonistischen Haltungen und punkiger Aggression. A.M.T äußern dabei auf satirische Art Kritik am Leben im Prekariat, Nationalismus, Starkult und autoritärer Politik.

## Bedeutung des Namens
Der vermeintlichen Abkürzung „A.M.T“ werden von Fans und der Band selbst oft unterschiedlichste Bedeutungen zugewiesen. Bekannte Namen sind beispielsweise „Anarcho-Maschinen-Terror“ oder „Ameisen mit Trenchcoat“.

## Diskografie
Alben
- 2009: Brennstoff

Singles
- 2007: Hart Durchregieren
- 2009: Schwerer Junge
- 2009: Wüstenwinde
- 2009: Put It in a Box